# Championnats du monde Pro de ski de vitesse 2006
Navigation
2005 Pro
Les Championnats du monde Pro de ski de vitesse 2006 (appelés aussi Mondial Pro) se sont déroulés le 20 avril 2006 aux Arcs sous l'égide de l'association France Ski de vitesse. Ils constituent la dernière édition de cette compétition et donneront naissance aux Speed Masters.

## Organisation
Ils se disputent sur une épreuve unique courue sur une piste sans limitation de vitesse (alors que les épreuves de cette époque organisées par la FIS  sont limitées à 200 km/h).
Ce sont les uniques championnats du monde organisés en 2006 car cette année-là, la FIS organise ses propres championnats du monde seulement les années impaires.
Un titre est décerné dans chaque catégorie :
- S1 (Speed One) : la catégorie-reine (avec équipements spéciaux)
- SDH (Speed Downhill) : l'anti-chambre de la catégorie S1 (avec équipement de descente de ski alpin)
- S1 Juniors : les juniors (U21 : moins de 21 ans) en S1

## Podiums

### Hommes
| Épreuves   | Or             | Argent        | Bronze         |
| ---------- | -------------- | ------------- | -------------- |
| S1         | Simone Origone | Ivan Origone  | Jonathan Moret |
| SDH        | Mathieu Sage   | Markus Munzer | Alex Barblan   |
| S1 Juniors | Ivan Origone   | Axel Joiris   |                |

### Femmes
| Épreuves   | Or                 | Argent          | Bronze          |
| ---------- | ------------------ | --------------- | --------------- |
| S1         | Sanna Tidstrand    | Tracie Sachs    | Elena Banfo     |
| SDH        | Charlotte Bar      | Clarisse Jasmin | Jennifer Romano |
| S1 Juniors | Hanna Miinataninen |                 |                 |

## Résultats détaillés

### Hommes S1
| \| Rang \| Skieur \| Vitesse \| \| ------------------ \| ---------------- \| ----------- \| \| Médaille d'or \| Simone Origone \| 251,40 km/h \| \| Médaille d'argent \| Ivan Origone \| 250,70 km/h \| \| Médaille de bronze \| Jonathan Moret \| 250,17 km/h \| \| 4 \| Philippe May \| 250,00 km/h \| \| 5 \| Jukka Viitasaari \| 248,79 km/h \| \| 6 \| Ross Anderson \| 247,93km/h \| \| 6 \| Martin Lachaud \| 247,93km/h \| \| 8 \| Roger Wickman \| 247,25 km/h \| \| 9 \| John Hembel \| 246,24 km/h \| \| 10 \| Tor Shultze \| 245,73 km/h \| |                  |             |
| Rang | Skieur           | Vitesse     |
| Médaille d'or | Simone Origone   | 251,40 km/h |
| Médaille d'argent | Ivan Origone     | 250,70 km/h |
| Médaille de bronze | Jonathan Moret   | 250,17 km/h |
| 4 | Philippe May     | 250,00 km/h |
| 5 | Jukka Viitasaari | 248,79 km/h |
| 6 | Ross Anderson    | 247,93km/h  |
| 6 | Martin Lachaud   | 247,93km/h  |
| 8 | Roger Wickman    | 247,25 km/h |
| 9 | John Hembel      | 246,24 km/h |
| 10 | Tor Shultze      | 245,73 km/h |

Simone Origone bat le record du monde détenu depuis 2002 par Philippe Goitschel.
Ivan Origone bat le record du monde Juniors toujours en vigueur en 2022.
Plusieurs records nationaux sont battus et sont toujours en vigueur en 2022 (Suisse, Finlande, Etats-Unis, ...)

### Femmes S1
| \| Rang \| Skieuse \| Vitesse \| \| ------------------ \| --------------- \| ------------ \| \| Médaille d'or \| Sanna Tidstrand \| 242,590 km/h \| \| Médaille d'argent \| Tracie Sachs \| 238,57 km/h \| \| Médaille de bronze \| Elena Banfo \| 238,41 km/h \| \| 4 \| Kati Metsäpelto \| 237,78 km/h \| \| 4 \| Kaori Yamazaki \| 212,64 km/h \| |                 |              |
| Rang | Skieuse         | Vitesse      |
| Médaille d'or | Sanna Tidstrand | 242,590 km/h |
| Médaille d'argent | Tracie Sachs    | 238,57 km/h  |
| Médaille de bronze | Elena Banfo     | 238,41 km/h  |
| 4 | Kati Metsäpelto | 237,78 km/h  |
| 4 | Kaori Yamazaki  | 212,64 km/h  |

Sanna Tidstrand bat le record du monde détenu depuis 2002 par Karine Dubouchet. Ce record durera 10 ans.
Plusieurs records nationaux sont battus et sont toujours en vigueur en 2022 (Suède, Finlande, Etats-Unis, Japon...)